# Robert Goldwater
Robert John Goldwater (* 23. November 1907 in New York; † 26. März 1973 ebenda) war ein US-amerikanischer Kunsthistoriker und Hochschullehrer. Er war Experte auf dem Gebiet der  Afrikanischen Kunst.

## Leben

### Studium
Goldwater wurde als Sohn des Arztes S.S. Goldwater und seiner Ehefrau Clara geboren. Sein Vater war ein bekannter Gesundheitsexperte und Leiter des Mt. Sinai Hospital in Manhattan. Er studierte Kunstgeschichte an der Columbia University, die er 1929 als Bachelor of Arts verließ. Er setzte sein Studium an der Harvard University fort, wo er 1931 seinen Master machte. Mitte der 1930er Jahre war Goldwater Teilnehmer eines informellen Kreises New Yorker Kunsthistoriker um Meyer Schapiro, dem auch Alfred Barr und Erwin Panofsky angehörten.
1937 ging er an die New York University, wo er 1938 mit einem grundlegenden Werk über  Primitivismus und Moderne Kunst promoviert wurde. Diese Dissertation  wurde im gleichen Jahr, überarbeitet, unter dem Titel „Primitivism in Modern Painting“ bei Harper & Brothers als Buch veröffentlicht. Die Arbeit galt als bahnbrechend, da sie die Beziehung zwischen Stammeskunst und der modernen Malerei des 20. Jahrhunderts erstmals genau untersuchte und die eher spärlichen Beziehungen zwischen primitiver Kunst und moderner Kunst nachwies. Erst William S. Rubin konnte 1984 das Thema erweitern und zum Teil neu bewerten.

### Wirken
Von 1939 bis 1956 lehrte Goldwater am  Queens College Kunstgeschichte. Zwischenzeitlich war er 1949 mitverantwortlich für eine Ausstellung im Museum of Modern Art, die von ihm und dem damaligen Museumsdirektor, Rene d’Harnoncourt, als “Modern Art in Your Life” betitelt wurde. 1957 kehrte Goldwater als Professor für Kunstgeschichte zurück an die New York University. Im gleichen Jahr wurde er der erste Direktor, in dem von Nelson Rockefeller gegründeten  Museum of Primitive Art. Ausgestellt wurden dort unter anderem Sammlerstücke aus dem Besitz Rockefellers. Goldwater organisierte 1957 die erste Ausstellung afrikanischer Kunst in einem New Yorker Museum. Im Jahre 1969 bot Rockefeller dem Metropolitan Museum of Art die komplette Sammlung des „Museum of Primitive Art“ an. Ein neuer Museumsflügel wurde in Betracht gezogen, im Gedenken an Michael Rockefeller, der 1961 von einer Expedition zur Erforschung des Naturvolks der Asmat, mit dem niederländischen Anthropologen René Wassing auf Neuguinea nicht mehr heimkehrte. Goldwater arbeitete von 1971 bis zu seinem Tod als Berater für das Department of Primitive Art des Metropolitan Museums. Für die Öffentlichkeit wurde die Ausstellung erst im Januar 1982 zugänglich gemacht.
Robert Goldwaters umfangreiche Bibliothek wurde zum Grundstock der zu seinen Ehren benannten „Robert Goldwater Library“ im Metropolitan Museum of Art. Sie umfasst heute 20.000 Bände und 10.000 Zeitschriften zur Kunst in Westafrika, Papua New Guinea, Indonesien, sowie über Präkolumbien, Mexiko und Peru. Der Bestand wird durch Bücher verwandter Fachgebiete wie Anthropologie, Ethnologie und Archäologie ergänzt.

### Privates
Im Jahre 1937 heiratete Goldwater die französische Künstlerin Louise Bourgeois, die sich später weltweit aufgrund ihrer  surrealistischen  Skulpturen einen Namen machte. Das Ehepaar zog 1938 nach  New York, wo Goldwater seinen Lehrauftrag wieder aufnahm. Um den gemeinsamen Kinderwunsch zu erfüllen, adoptierten sie 1940 ihren Sohn Michel, noch im gleichen Jahr wurde der erste leibliche Sohn des Paares, Jean-Louis geboren. Ein Jahr später kam ihr dritter Sohn, Alain zur Welt.

## Veröffentlichungen
- Le Primitivisme dans l'art moderne. Denise Paulme. Paris : Presses universitaires de France (1988)
- The Paintings of Arshile Gorky : a critical catalogue; Jim M. Jordan;  Robert John Goldwater. New York : London : New York University Press (1982)
- Symbolism. London : Penguin Books (1979)
- Robert Goldwater : a memorial exhibition, October 1973-February 1974, The Museum of Primitive Art, New York; by Robert John Goldwater;  Metropolitan Museum of Art, Dept. of Primitive Art, New York : The Metropolitan Museum of Art (1973)
- Art of Oceania, Africa, and the Americas from the Museum of Primitive Art. New York : The Metropolitan Museum of Art (1969)
- What is Modern sculpture? New York, Museum of Modern Art; distributed by New York Graphic Society, Greenwich, Conn. (1969)
- Space and Dream. M. Knoedler & Co. New York, Walker (1968; 1967)
- Primitivism in Modern Art. N.Y., Wittenborn (1966); Vintage books (1966)
- Senufo Sculpture from West Africa. Museum of Primitive Art, New York, N.Y. Greenwich, Conn., Distributed by New York Graphic Society (1964)
- The Great Bieri. Museum of Primitive Art, New York (1962)
- Traditional Art of the African Nations; by Museum of Primitive Art, New York, Distributed by University Publishers (1961)
- Bambara Sculpture from the Western Sudan. Museum of Primitive Art, New York, distributed by University Publishers (1960)
- Lipchitz. London : Zwemmer Gallery (1958)
- Modern Art in Everyday Life. New York, Abrams (1955)
- Modern Art in Your Life. New York, Museum of Modern Art (1953)
- Abstraction in Art. New York, Abrams (1953)
- Vincent Van Gogh (1853-1890); by Meyer Schapiro; Robert John Goldwater; New York : H.N. Abrams (1953; 1952)
- Rufino Tamayo. New York, Quadrangle Press (1947)
- Artists on Art, from the XIV to the XX Century. 100 illustrations; by Robert John Goldwater;  Marco Treves. New York, Pantheon books (1958; 1947; 1945)
- Primitivism in Modern Painting. New York, London, Harper & Brothers (1967; 1938)
- Paul Gauguin. New York, H.N. Abrams (1928)